# Taça dos Campeões Europeus de Hóquei em Patins de 1989-90
A Taça dos Campeões Europeus de Hóquei em Patins de 1989-90 foi a 25ª edição da Taça dos Campeões.
O FC Porto conquistou o seu 2.º título da história ao derrotar o CE Noia, campeões em título, na final.

## Equipas participantes
| País               | Clube          | Classificação                              |
| ------------------ | -------------- | ------------------------------------------ |
| Alemanha Ocidental | RESG Walsum    | Campeão da Liga Alemã-Ocidental de 1988/89 |
| Bélgica            | Kurink HC      | Wild Card                                  |
| Espanha            | CE Noia        | Campeão Europeu de 1988/89                 |
| Espanha            | Igualada HC    | Campeão da Liga Espanhola de 1988/89       |
| França             | La Vendéenne   | Campeão da Liga Francesa de 1988/89        |
| Itália             | Roller Monza   | Campeão da Liga Italiana de 1988/89        |
| Países Baixos      | RVC Dennenberg | Campeão da Liga Neerlandesa de 1988/89     |
| Portugal           | FC Porto       | Campeão da Liga Portuguesa de 1988/89      |
| Suíça              | SC Thunerstern | Campeão da Liga Suíça de 1988/89           |

## Jogos

### 1ª Eliminatória
| Equipa 1     | Total        | Equipa 2 | 1.ª Mão | 2.ª Mão |
| ------------ | ------------ | -------- | ------- | ------- |
| Roller Monza | 6-6 (0-3 gp) | FC Porto | 4-3     | 2-3     |

### Fase Final
|  | Quartos-de-final | Quartos-de-final | Quartos-de-final | Quartos-de-final |                |                | Meias-finais | Meias-finais | Meias-finais |  |          | Final | Final | Final |
|  |                  |                  |                  |                  |                |                |              |              |              |  |          |       |       |       |
|  | 1                | Kurink HC        | 2                | 4                |                |                |              |              |              |  |          |       |       |       |
|  | 8                | Igualada HC      | 10               | 20               |                |                |              |              |              |  |          |       |       |       |
|  | 8                | Igualada HC      | 10               | 20               |                | Igualada HC    | 4            | 2            |              |  |          |       |       |       |
|  |                  |                  |                  |                  |                | Igualada HC    | 4            | 2            |              |  |          |       |       |       |
|  |                  | FC Porto         | 8                | 4                |                |                |              |              |              |  |          |       |       |       |
|  | 4                | FC Porto         | 8                | 4                | FC Porto       | 4              | 6            |              |              |  |          |       |       |       |
|  | 4                |                  |                  |                  | FC Porto       | 4              | 6            |              |              |  |          |       |       |       |
|  | 5                | RESG Walsum      | 1                | 0                |                |                |              |              |              |  |          |       |       |       |
|  | 5                | RESG Walsum      | 1                | 0                |                |                |              |              |              |  | FC Porto | 6     | 5     |       |
|  |                  |                  |                  |                  |                |                |              |              |              |  | FC Porto | 6     | 5     |       |
|  |                  | CE Noia          | 0                | 2                |                |                |              |              |              |  |          |       |       |       |
|  | 3                | CE Noia          | 0                | 2                | RVC Dennenberg | 5              | 2            |              |              |  |          |       |       |       |
|  | 3                |                  |                  |                  | RVC Dennenberg | 5              | 2            |              |              |  |          |       |       |       |
|  | 6                | SC Thunerstern   | 4                | 9                |                |                |              |              |              |  |          |       |       |       |
|  | 6                | SC Thunerstern   | 4                | 9                |                | SC Thunerstern | 4            | 1            |              |  |          |       |       |       |
|  |                  |                  |                  |                  |                | SC Thunerstern | 4            | 1            |              |  |          |       |       |       |
|  |                  | CE Noia          | 5                | 14               |                |                |              |              |              |  |          |       |       |       |
|  | 2                | CE Noia          | 5                | 14               | La Vendéenne   | 4              | 0            |              |              |  |          |       |       |       |
|  | 2                |                  |                  |                  | La Vendéenne   | 4              | 0            |              |              |  |          |       |       |       |
|  | 7                | CE Noia          | 12               | 17               |                |                |              |              |              |  |          |       |       |       |
|  | 7                | CE Noia          | 12               | 17               |                |                |              |              |              |  |          |       |       |       |

### Quartos-de-final
| Equipa 1       | Total | Equipa 2       | 1.ª Mão | 2.ª Mão |
| -------------- | ----- | -------------- | ------- | ------- |
| Kurink HC      | 6-30  | Igualada HC    | 2-10    | 4-20    |
| FC Porto       | 10-1  | RESG Walsum    | 4-1     | 6-0     |
| RVC Dennenberg | 7-13  | SC Thunerstern | 5-4     | 2-9     |
| La Vendéenne   | 4-29  | CE Noia        | 4-5     | 1-14    |

### Meias-finais
| Equipa 1       | Total | Equipa 2 | 1.ª Mão | 2.ª Mão |
| -------------- | ----- | -------- | ------- | ------- |
| Igualada HC    | 6-12  | FC Porto | 4-8     | 2-4     |
| SC Thunerstern | 5-19  | CE Noia  | 4-5     | 1-14    |

### Final
| Equipa 1 | Total | Equipa 2 | 1.ª Mão | 2.ª Mão |
| -------- | ----- | -------- | ------- | ------- |
| FC Porto | 11-2  | CE Noia  | 6-0     | 5-2     |

| Campeão Europeu 1989-90 |
| ----------------------- |
|                         |
| FC Porto (2.º título)   |

### Internacional
- Ligações para todos os sítios de hóquei
- Mundook- Sítio com notícias de todo o mundo do hóquei
- Hoqueipatins.com - Sítio com todos os resultados de Hóquei em Patins